# Pink Triangle
«Pink Triangle» (с англ. — «Розовый треугольник») — песня американской рок-группы Weezer, выпущенный в качестве сингла с альбома Pinkerton 20 мая 1997 года лейблом DGC Records.

## Предыстория
В песне поётся о мужчине, который влюбляется в женщину, с которой, по его мнению, он мог бы завести отношения. Однако вскоре он обнаруживает, что его любовь — лесбиянка, которая, возможно, думает, что сам мужчина ― гей. Песня основана на реальной истории: фронтмен Weezer Риверс Куомо встретил во время учёбы в Гарварде девушку, о совместной жизни с которой мечтал, пока не увидел розовый треугольник, символ гей-прайда, на её рюкзаке. По словам Куомо, через полтора года после выхода альбома он выяснил, что женщина на самом деле не была лесбиянкой, а просто демонстрировала поддержку гей-сообщества.
На радиостанции был разослан промо-сингл, который также содержал акустическую версию песни, записанную в средней школе Шоркрест в Сиэтле. Песня ограниченно распространялась в эфире и никогда не попадала в чарты, поэтому было решено[кем?], что она не заслуживает видеоклипа.
В 2004 году группа выпустила своё первое DVD — Weezer – Video Capture Device: Treasures from the Vault 1991–2002, в котором присутствует видео выступления Shorecrest, а также видео, взятое с сайта Weezer.com веб-мастером и давним другом участников группы Карлом Кохом, в котором представлены кадры, снятые Дженнифер Уилсон, женой барабанщика Weezer Патрика Уилсона.

## Композиция
«Pink Triangle» написан в тональности соль мажор с темпом 118 ударов в минуту.

## Критический приём
Марк Бомонт из NME назвал «Pink Triangle» пятой лучшей песней Weezer. Джош Моделл из The A.V. Club счёл песню «менее успешной — в музыкальном и эмоциональном плане» по сравнению с другими песнями на Pinkerton.

## Список композиций
Слова и музыка всех песен — Риверс Куомо.
| №  | Название                        | Длительность |
| -- | ------------------------------- | ------------ |
| 1. | «Pink Triangle (Remix)»         | 4:02         |
| 2. | «Pink Triangle (Live Acoustic)» | 4:18         |

## Участники записи
Weezer
- Риверс Куомо — вокал, гитара, колокольчики
- Брайан Белл — бэк-вокал, гитара
- Мэтт Шарп — бэк-вокал, бас-гитара
- Патрик Уилсон — барабаны, перкуссия

Приглашённые музыканты
- Скотт Риблинг — бас-гитара, синтезатор (ремикс-версия)